# Austroassiminea letha
Austroassiminea letha is een slakkensoort uit de familie van de Assimineidae. De wetenschappelijke naam van de soort is voor het eerst geldig gepubliceerd in 1982 door Solem, Girardi, Slack-Smith & Kendall.